# Calamaria griswoldi
Calamaria griswoldi es una especie de serpientes de la familia Colubridae.

## Distribución geográfica
Es endémica del norte de Borneo.

## Estado de conservación
Se encuentra ligeramente amenazada por la pérdida de su hábitat natural.